# Esteribar
Esteribar (en espagnol Esteríbar, avec un accent tonique) est une commune de la Communauté forale de Navarre dans le nord de l'Espagne. Son chef-lieu est la localité la plus peuplée Zubiri.
Esteribar est situé dans la zone bascophone de la province où la langue basque est coofficielle avec le castillan.
Son territoire est traversé par le Camino francés du Chemin de Saint-Jacques-de-Compostelle. Celui-ci passe successivement par les localités de Zubiri, Larrasoaña, Akerreta, Zuriain, Iroz et Zabaldika.

## Géographie
Esteribar est à 20 km de la capitale, Pampelune.

### Localités de la commune
Esteribar est une commune composée de 31 localités réparties le long d'une vallée.
10 localités ont la taille suffisante pour avoir un statut de concejos, doté d'une certaine autonomie :
- Antxoritz (Anchóiz en espagnol), 24 hab.
- Eugi (Eugui en espagnol), 342 hab.
- Inbuluzketa (Imbuluzqueta en espagnol), 40 hab.
- Iragi (Iragui en espagnol), 23 hab.
- Larrasoaña), 168 hab.
- Saigots (Saigós en espagnol), 73 hab.
- Sarasibar (Sarasíbar en espagnol), 29 hab.
- Urdaitz-Urdaniz (Urdaitz en basque et Urdaniz en espagnol), 119 hab.
- Zabaldika (Zabaldica en espagnol), 25 hab.
- Zubiri, 439 hab., chef-lieu de la commune.

18 autres villages ont perdu le statut de concejo :
- Agorreta - 22 hab.
- Akerreta (Aquerreta) - 8 hab.
- Arleta - 7 hab.
- Errea - 11 hab.
- Ezkirotz (Esquíroz) - 16 hab.
- Gendulain (Guenduláin) - 10 hab.
- Idoi (Idoy) - 27 hab.
- Ilarratz (Ilárraz) - 21 hab.
- Ilurdotz (Ilúrdoz) - 52 hab.
- Iroz (Irotz) - 20 hab.
- Irure - 8 hab.
- Leranotz (Leránoz en espagnol), 13 hab.[2]
- Olloki (Olloqui) - 25 hab.
- Osteritz (Ostériz) - 15 hab.
- Setoain (Setoáin) - 6 hab.
- Urtasun - 40 hab.
- Usetxi (Usechi) - 12 hab.
- Zuriain (Zuriáin) - 33 hab.

D'autres enfin sont aujourd'hui dépeuplés :
- Beltzunegi
- Idoieta
- Zai

## Histoire
Le nom d'Esteribar vient du basque ezter « gorge(s) » et ibar « vallée ».

## Démographie
| Évolution démographique                                    | Évolution démographique | Évolution démographique | Évolution démographique | Évolution démographique | Évolution démographique | Évolution démographique | Évolution démographique | Évolution démographique | Évolution démographique | Évolution démographique |
| 1996                                                       | 1998                    | 1999                    | 2000                    | 2001                    | 2002                    | 2003                    | 2004                    | 2005                    | 2006                    | 2007                    |
| ---------------------------------------------------------- | ----------------------- | ----------------------- | ----------------------- | ----------------------- | ----------------------- | ----------------------- | ----------------------- | ----------------------- | ----------------------- | ----------------------- |
| 1 475                                                      | 1 452                   | 1 709                   | 1 519                   | 1 527                   | 1 518                   | 1 527                   | 1 547                   | 1 591                   | 1 652                   | 1 911                   |
| Sources : Esteribar et instituto de estadística de navarra |                         |                         |                         |                         |                         |                         |                         |                         |                         |                         |

## Transports en commun
La ligne  23 de Eskualdeko Hiri Garraioa desservent Olloki.

## Personnalités
- García de Eugui (XIVe et XVe siècles) : frère augustin, évêque de Bayonne et confesseur des rois Charles II et Charles III de Navarre.
- David Jaime Deán (1887-1949) : personnalité républicaine navarraise.
- Félix Arrarás (1883-1970) : ecclésiastique et écrivain.
- Helena Santesteban (1947) : femme politique de Eusko Alkartasuna, maire de Bera et parlementaire de Navarre (2003-2007).
- Faustino Gil Aizkorbe (1948) : sculpteur.
- Fernando Goñi (eu), connu sous le pseudo de Goñi III (1973) : pelotari.